# لیگیست
لیگیست (به آلمانی: Ligist) یک منطقهٔ مسکونی در اتریش است که در ویتسبرگ واقع شده‌است. لیگیست ۳۴٫۶۳ کیلومتر مربع مساحت دارد ۳۹۲ متر بالاتر از سطح دریا واقع شده‌است.